# Janusz Rosikoń
Janusz Rosikoń – polski fotograf, członek Stowarzyszenia Dziennikarzy Polskich i Związku Polskich Artystów Fotografików.

## Życiorys
Studiował na Politechnice Warszawskiej. Karierę zawodową jako fotoreporter rozpoczął w roku 1965 w tygodniku ITD. Następnie pracował dla miesięcznika The Polish Review / La Revue Polonaise. W okresie działania „Solidarności” i stanu wojennego jego zdjęcia ukazywały się w zagranicznych czasopismach, takich jak „Newsweek”, „Time” czy „Schweizer Illustrierte”. Towarzyszył Janowi Pawłowi II w pielgrzymkach do kraju.
Janusz Rosikoń jest współzałożycielem wydawnictwa Rosikon Press. Dokumentując rzeczywistość odwiedzał różne zakątki świata. Wraz z Normanem Daviesem podróżował szlakiem armii Andersa poprzez Rosję, Iran, Meksyk, Włochy, co zaowocowało wydaniem bogato ilustrowanej książki Szlak nadziei. Armia Andersa. Marsz przez trzy kontynenty.
Jest członkiem Stowarzyszenia Dziennikarzy Polskich i ZPAF. Jego zdjęcia znajdują się w prywatnych kolekcjach w Wielkiej Brytanii, Szwajcarii, Kanadzie i w Polsce. Jego zdjęcia opublikowały m.in. „TIME Magazine”, „Newsweek”, „Schweizer Illustrierte”, „Reader’s Digest”, „Różaniec”, „Viva!”.
Wszedł w skład komitetu wspierającego kandydaturę Karola Nawrockiego na prezydenta RP w wyborach w 2025.

## Wystawy
Jest autorem wystaw indywidualnych, m.in. w Starej Galerii w Warszawie, Barbican Centre w Londynie, na Uniwersytecie Oksfordzkim, Akademii Sztuk Pięknych w Wilnie, na Zamku Piastowskim w Głogowie i Zamku w Bielsku-Białej, w Hali Ludowej we Wrocławiu, w toruńskim Dworze Artusa, w Starej Pomarańczarni w Warszawie, Parlamencie Rzeczypospolitej Polskiej, Ratuszu Wiedeńskim, w Toronto, na Uniwersytecie w Dayton.
50-lecie jego pracy twórczej podsumowała wystawa: Janusz Rosikoń – „Rozstaje” (22 grudnia 2015 – 10 stycznia 2016). Jego fotografie znajdują się w kolekcjach prywatnych w Polsce, Wielkiej Brytanii, Szwajcarii, Kanadzie, na Krecie.

## Publikacje
Autor albumów: „Skarby kultury na Jasnej Górze”, „Kościół Mariacki w Krakowie”, „Warszawa”, „Polskie Madonny”, „Madonny Europy”, „Polskie Papiery Wartościowe”, „Pieniądz papierowy na ziemiach polskich”, „Leksykon Świętych”, „Ratusze w Polsce”, „Anioły”, „Ufam”, „Totus tuus. Madonny papieskie” (2004) i inne.
Wraz z Grzegorzem Górnym opublikował między innymi:
- Świadkowie Tajemnicy. Śledztwo w sprawie relikwii Chrystusowych
- Sekrety Guadalupe. Rozszyfrowanie ukrytego kodu
- Tajemnica Graala. Śledztwo w sprawie Świętego Kielicha
- Dowody Tajemnicy. Śledztwo w sprawie zjawisk nadprzyrodzonych
- Świadkowie Tajemnicy i Dowody Tajemnicy
- Ufający Śladami bł. ks. Michała Sopoćki, Rosikon Press,  Warszawa 2012.

z innymi autorami:
- Przebaczamy, Wydawcy: Gmina Wrocław i Narodowe Centrum Kultury, Warszawa 2015, ISBN 978-83-7982-136-5.
- Wir gewähren Vergebung, Wydawcy: Gmina Wrocław i Narodowe Centrum Kultury, Warszawa 2015, ISBN 978-83-7982-137-2.

## Odznaczenia, nagrody, wyróżnienia
- Złoty Medal „Zasłużony Kulturze Gloria Artis” (MKiDN Warszawa, 2023), najwyższe odznaczenie resortu kultury[5]
- Wyróżnienie Feniks 2003 za album ks. Wiesława Al. Niewęgłowskiego „Anioły”
- Medal Senatu RP za album i wystawę „Ratusze w Polsce”
- Feniks 1999 za album „Madonny Europy”
- Śląski Wawrzyn Wydawniczy 1998 za album „Madonny Europy”
- Najpiękniejsza Książka Roku 1994 Polskiego Towarzystwa Wydawców Książek za album „Polskie Papiery Wartościowe”
- Nagroda w Dziedzinie Książki Naukowej (Poznań 1994) za album „Polskie Papiery Wartościowe”
- Najpiękniejsza Książka Roku 1992 Polskiego Towarzystwa Wydawców Książek za album „Polskie Madonny”
- Nagroda Fundacji Jana Pawła II, za działalność pro-life
- Medal Senatu RP, za obronę życia.